# Alex Cole Cabin
Pour les articles homonymes, voir Cole.
L'Alex Cole Cabin est une cabane américaine située dans le comté de Sevier, dans le Tennessee. Protégée au sein du parc national des Great Smoky Mountains, elle est inscrite au Registre national des lieux historiques depuis le 2 janvier 1976.